# Христо Проданов
Христо Иванов Проданов е български алпинист, инженер.
Той е първият българин, стъпил на осемхилядник – връх Лхотце (8516 m), през 1981 г., и първият българин, изкачил първенеца на Земята, връх Еверест (8848 m), през 1984 г. Загива, спускайки се обратно към базовия лагер на 22 април. Посмъртно е награден с орден и почетното звание „Герой на Народна република България“. Христо Проданов е 155-ият алпинист, изкачил се на Еверест. Той е 13-ият, направил изкачване без кислород, и първият, изкачил се по Западния гребен без кислород. Проданов е първият алпинист, който изкачва върха през месец април, когато условията за изкачване са много тежки.

## Биография
Христо Проданов е роден на 24 февруари 1943 г. в Карлово. Завършва Висшия химико-технологически институт в София. Като инженер-металург работи в Перник и в металургичния комбинат „Кремиковци“.
С алпинизъм се занимава от юношеските си години. През 1961 г. завършва Централната планинска школа (ЦПШ)„Мальовица“. Осъществява многобройни изкачвания в планините в България, както и в Алпите, Олимп, Кавказ, Памир, Хиндукуш, Хималаите.

## Изкачвания по години
1984 г. – 20 април:
Еверест (8848 m), Хималаи. През 1984 г. се провежда национална експедиция за изкачване на Еверест по Западния гребен, т.нар. „Жесток път“ – най-трудния ръб към върха. Христо Проданов е заместник-ръководител по техническите въпроси. Опитвайки да изпревари очаквана тежка буря, на 20 април 1984 г. в 18 часа и 15 минути Христо Проданов се изкачва на връх Еверест – сам и без кислороден апарат. На върха остава 33 минути. Оставя там камерата си (впоследствие намерена от Николай Петков на 9 май). Слиза вече по тъмно, по собствените си стъпки – нещо, което нито един алпинист в света не е правил. Температурите спадат. Извилата се буря принуждава Христо Проданов да бивакува на открито, на височина около 8700 m. В „Зоната на смъртта“, без кислород остава на 20 април, 21 април и до последния си дъх на 22 април 1984 година. Остава завинаги на тази височина.
По някои от последните му думи по радиостанцията се предполага, че тялото му се намира над Голямата сива кула, на около 8700 m.
На 8 май върхът е изкачен от Иван Вълчев и Методи Савов, а на 9 май – от Кирил Досков и Николай Петков, също по Западния гребен; те слизат по класическия маршрут по Югоизточния ръб, правейки траверс на масива (наричан понякога „Българският траверс“). След словенците и българите, никой алпинист не е минал по Западния гребен.
1983 г.
Памир – за 28 дни, в един сезон, Христо Проданов изкачва 4 памирски седемхилядника и поставя рекорд:
връх Ленин – 7134 m, на 13 юли 1983 г.;
връх Комунизъм – 7495 m, на 24 юли, 1983 г.;
връх Корженевска – 7105 m, на 29 юли 1983 г.;
връх Ленин – 7134 m, на 2 август 1983 г.
1983 г.
Кавказ. Проектосъставът на експедиция „Еверест-84“ е на лагер в Кавказ.
Връх Елбрус – 5642 m, 11 март. Осъществено е първото българско зимно изкачване на връх Елбрус. Христо Проданов се изкачва с останалите алпинисти. Със своята група прави Траверс на Елбрус от запад на изток.
1982 г.:
Памир. Христо Проданов е ръководител на първата клубна експедиция в Памир, на алпийски клуб „Чавдар“, Кремиковци. Изчакват три седемхилядника:
връх Ленин – 7134 m, на 28 юли 1982 г.,
връх Ленин – 7134 m, на 6 август 1982 г.,
връх Корженевска – 7105 m, на 8 август.
1981 г.
Хималаи. Христо Проданов е ръководител на първата българска хималайска експедиция.
Връх Лхотце – 8516 m. На 30 април в 13 ч. 55 мин. Христо Проданов се изкачва на върха сам и без кислороден апарат по опасния и труден Кулоар на Райс. Той става първият български алпинист, стъпил на осемхилядник, а датата 30 април 1981 г. – историческа за българския алпинизъм.
1980 г. 
Памир – Връх Комунизъм – 7495 m, 29 юли. Христо Проданов изкачва седемхилядника с общо 13 български алпинисти.
1979 г. 
Памир – Връх Корженевска – 7105 m. Христо Проданов изкачва два пъти върха: на 28 юли и на 31 юли 1979 г.
1977 г. 
Алпи, връх Пти Дрю – 3733 m. От 3 до 8 септември, по „Пътя на гидовете“, три свръзки изкачват върха: Христо Проданов – Малин Цонкин, Трифон Джамбазов – Кънчо Долапчиев и Димитър Бърдарев – Кирил Стоилов. Изключително трудно и тежко изкачване. Христо Проданов получава измръзване на пръстите на краката. Христо Проданов е технически ръководител.
1976 г.
Олимп, връх Митика – 2918 m, 6 октомври. Христо Проданов и Малин Цонкин изкачват върха.
1976 г.
Хиндукуш, Афганистан – Връх Ношак (7492 m) – Първа българска национална експедиция.
На 30 юли изкачва Ношак – втория си седемхилядник. Общо на 30 – 31 юли 1976 г. на върха се изкачват 13 български алпинисти. Състав:
- Георги Щерев – ръководител, ВИФ „Г. Димитров“ (София),
- Ангел Петров – „Урвич“ (София),
- Иван Костов – „Планинец“ (София),
- Борис Овчаров – „Народна армия“ (София),
- Вълчо Спасов – „Мадарски конник“ (Шумен),
- Димитър Бърдарев – ВИФ „Г. Димитров“ (София),
- †Евгени Христов – „Иван Вазов“ (София),
- Иван Вълчев – „Народна армия“ (София),
- Кирил Димчев – „Сините камъни“ (Сливен).
- †Кирил Стоилов – ВИФ „Г. Димитров“ (София),
- Кънчо Долапчиев – ВИФ „Г. Димитров“ (София),
- Малин Цонкин – „Планинец“ (София),
- Малчо Малчев – „Мадарски конник“ (Шумен),
- Методи Савов – „Народна армия“ (София),
- Огнян Балджийски – „Планинец“ (София),
- Руси Дженев – „Кайлъшка долина“ (Плевен),
- †Стефчо Тодоров – „Алеко“ (София),
- Трифон Джамбазов – ВИФ „Г. Димитров“ (София),
- †Христо Проданов – „Планинец“ (София),
- д-р Тодор Бояджиев – лекар,
- Младен Чакъров – филмов реализатор от БНТ,
- Александър Пеев – филмов реализатор от БНТ.

1975 г.
Памир – връх Ленин – 7134 m, 2 август. Христо Проданов изкачва първия си седемхилядник, заедно с Иван Вълчев, Димитър Бърдарев и Трифон Джамбазов.
1974 г. 
Алпи – връх Матерхорн – 4471 m. Първо българско изкачване по Северната стена, 21 – 26 септември. Христо Проданов и Трифон Джамбазов, при изключително тежки метереологични условия, правят легендарно изкачване по маршрута на братята Шмид. Шестдневно изкачване при снежна буря. Всички ги смятат за изчезнали. Планинска контролно спасителна служба в италианския курорт Червиния, алармира италианските преса и радио. Официално се съобщава за изчезването на двамата български алпинисти. След слизането им, вестник „Газета дел Пополо“ от 29 септември 1974 г. пише: „Силни мъже. Изключително силни мъже!“
Италианските алпинисти и планински спасители дават изключително висока оценка на спортното постижение и проявеното мъжество.
За изкачването на Северната стена на Матерхорн Христо Проданов и Трифон Джамбазов са удостоени от Държавния съвет на Народна република България с орден „Червено знаме на труда“.
1973 г. 
Кавказ – Траверс на Шхелда, 24 – 31 юли, осъществен от Христо Проданов, Димитър Бърдарев, Трифон Джамбазов и Кирил Стоилов
1972 г. – август
По време на ХХ олимпийски игри в Германия, група на ЦС на БТС гостува на германския алпийски клуб. Христо Проданов и още трима алпинисти изкачват:
връх Голям Вацман – 2713 m, по 2000-метровата стена;
връх Вилдер Кайзер – 2344 m
1971 г.
Баварски Алпи, септември: Христо Проданов катери с още 15 български алпинисти
връх Алпшпитце – 2629 m;
връх Шуселкаршпитце – 2537 m;
връх Унтербергаиструм – 2100 m;
връх Унтерерщуселкартурм – 2200 m;
връх Обераиталтрум – 1940 m;
връх Аиххорнград – 2530 m;
1970 г.
Кавказ, Кръста на Ушба, на 25 – 28 юли Христо Проданов го преминава с Атанас Кованджиев.
1969 г.
Алпи – връх Монблан де Курмайор (4748 m) по ръба „Френе“, 5 – 16 юли, заедно с Благой Дживджанов. Отвесна 800 метрова стена. Изкачването получава висока международна оценка. За постигнатия изключителен успех ЦС на БТС удостоява м.с. Христо Проданов със званието „Заслужил майстор на спорта“, а Бл. Дживджанов – с „Майстор на спорта“, 1969 г. (на 26 години).
1969 г.
Алпи – връх Монблан де Такюл (4248 m), 12 юли. Христо Проданов и Благой Дживджанов
1968 г. 
Алпи – Черната игла „Петере“ по южния ръб, 29, 30 и 31 юли. Христо Проданов и Благой Дживджанов. Висока оценка.
1968 г.
Алпи, Италия, 22 – 25 август. По време на международно съвещание в Торино за обмяна на опит между ръководителите на алпийските организации на България, Италия, Полша, СССР, Чехословакия и Япония се организират изкачвания на Монте Роза. Христо Проданов, с група от 9 алпинисти, изкачват трите съставни върха на Монте Роза, по класическите маршрути:
връх Дюфур – 4633 m
връх Гнифети – 4569 m
връх Цумщайн – 4563 m
1967 г. 
Алпи – Връх Гранд Жорас (4208 m) по реброто „Уокър“ (или „Валкер“), 30 юли –1 август. Христо Проданов и Атанас Кованджиев изкачват върха при много трудни атмосферни условия: мъгла, силен вятър и снеговалеж. За този голям успех Бюрото на ЦС на БТС удостоява двамата български алпинисти със спортното звание „Майстор на спорта“ (на 24 г.)
1967 г. 
Алпи – връх Пти Дрю (3733 m) по тура на „Бонати“, 16 – 18 юли. Христо Проданов и Атанас Кованджиев.
1967 г. 
Алпи – връх Монблан. Траверс на масива от запад на изток, 12 – 13 юли. Първо траверсиране от български алпинисти. Христо Проданов и Атанас Кованджиев.
1962 г.
Словенски Алпи – Връх Яловец (2643 m) по Източната стена (IV категория), 1 август – Христо Проданов, П. Димитров и И. Александров.
1962 г.
Словенски Алпи – Връх Триглав (2865 m) по тур „Словенска смер“ (II категория), 30 юли – Христо Проданов, А. Ботев и М. Чернев.

## Изкачвания на осемхилядници
Хималаи
- връх Еверест – 8848 m: 20 април 1984 г.;
- връх Лхотце – 8516 m: 30 април 1981 г.

## Изкачвания на седемхилядници
Памир
- връх Ленин – 7134 m: 2 август 1975 г.; 28 юли 1982 г.; 6 август 1982 г.; 13 юли 1983 г.; 2 август 1983 г.;
- връх Корженевска – 7105 m: 28 юли 1979 г.; 31 юли 1979 г.; 8 август 1982 г.; 29 юли 1983 г.;
- връх Комунизъм – 7495 m: 29 юли 1980 г.; 24 юли 1983 г.;
- връх Ношак, Хиндукуш – 7492 m: 30 юли 1976 г.;

## Премиери на Проданов в България
Стара планина – „Райските скали“
1961 г. – 29 юли – тур “Дружба" III б категория – Христо Проданов и Атанас Сидеров;
1961 г. – 30 юли – тур „Черните плочи“ V б категория – Христо Проданов и Хр. Видев;
1962 г. – 3 юни – тур “Цанко Бангиев" V а категория – Христо Проданов и Г. Георгиев;
1962 г. – 9 септември – тур „9 септември“ III б категория – Христо Проданов и Пенко Костов
Ждрело на река Ерма
1972 г. – 13 – 14 май V а категория – Христо Проданов и Спас Малинов;
1973 г. – 1 май V а категория – Христо Проданов и Асен Велев
Рила
1962 г. – 18 септември – връх Двуглав, тур „Пловдив“ III б категория – Христо Проданов и Васил Стойчев;
1966 г. – 2 август – връх Дяволските игли, тур „Академик“ V а категория – Христо Проданов и Благой Дживджанов;
1966 г. – 7 август – връх Иглата, тур „Единадесетте“ V б категория – Христо Проданов и Драголюб Костов;
1968 г. – 1 февруари – връх Дяволските игли, тур „Сливен“ VI а категория зимна премиера Христо Проданов и Благой Дживджанов;
1969 г. – 16 – 17 март – връх Куклата V а категория зимна премиера – Христо Проданов и Милчо Ладов;
1969 г. – 14 – 18 септември – връх Дяволската игла V а категория – Христо Проданов и Пламен Гуровски;
1971 г. – 15 – 16 април – връх Злия зъб – Зимна премиера по Диретисимата – Христо Проданов и Трифон Джамбазов;
1973 г. – 18 септември – Горна дяволска игла VI а категория – Христо Проданов и Асен Велев;
1977 г. – 9 – 10 юли – връх Дяволската игла, тур „Пети конгрес на БТС“ VI категория по югоизточната стена – Христо Проданов и Малин Цонкин

## Награди и отличия
- 2001 г. – 13 септември: „Алпинист на ХХ век“.
- 1984 г. – „Герой на Народна република България“ и орден „Георги Димитров“ – за изкачването на връх Еверест, Хималаи – сам и без кислороден апарат (на 41 години, посмъртно).
- 1981 г. – „Герой на социалистическия труд“ и орден „Георги Димитров“ – за изкачването на първия осемхилядник, връх Лхотце, Хималаи – сам и без кислороден апарат (на 38 години). 13 юли с указ № 1395.
- 1976 г. – орден „Народна република България“ – II степен за изкачването на седемхилядника връх Ношак в Хиндукуш (на 33 години).[2]
- 1974 г. – орден „Червено знаме на труда“ – за изкачването на Северната стена на връх Матерхорн, Алпи (на 31 години), заедно с Трифон Джамбазов.
- 1969 г. – „Заслужил майстор на спорта“ – за изкачването на връх Монблан де Курмайор по ръба „Френе“, Алпи (на 26 години), заедно с Бл. Дживджанов.
- 1967 г. – „Майстор на спорта“ – за изкачването на връх Гранд Жорас по реброто „Уокър“, Алпи (на 24 години), заедно с Атанас Кованджиев.

## Памет
В родния му град Карлово има бюст-паметник в подножието на Стара планина, дело на скулптура Даскалов, а на улицата, където е живял като юноша, има барелеф.
Училище „Христо Проданов“ в Карлово, построено през 1985 година, носи неговото име.
- Улица „Инж. Христо Проданов“ в гр. София, ж.к. „Люлин“ 6 (Карта). На 09.12.2022 г. инициативен комитет Историческа работилница „Люлин“ внесе предложение за промяна на името на ул. „611“ на ул. „Инж. Христо Проданов“. На заседание № 72 от 9 март 2023 г. Столичният общински съвет прие единодушно (с 41 гласа „за“) преименуването на ул. „611“ на ул. „Инж. Христо Проданов“. Месец по-рано, Община „Люлин“ даде положително становище за инициативата.

В сюжета на филма „Живот до поискване“ са вплетени новини за изкачването на връх Еверест от Христо Проданов, като има и архивни кадри от интервю с него, както и автентични разговори по радиостанция от експедицията.
И други български алпинисти са загинали в Хималаите при експедиции за покоряване на Еверест. Една от тях е Мариана Масларова, племенничка на Христо Проданов, която загива на върха точно 20 години по-късно – през май 2004.